# Pitchapa Phanthumchinda
Pitchapa Phanthumchinda (tiếng Thái: พิชชาภา พันธุมจินดา, phiên âm: Pít-cha-pa Phan-thum-chin-đa, sinh ngày 13 tháng 12 năm 1992) còn có nghệ danh là Pear (แพร์), là một nữ diễn viên và người mẫu người Thái Lan trực thuộc Channel 3.

## Phim tham gia

### Phim điện ảnh
| Năm  | Tựa                    | Vai    | Ghi chú      | Đóng với                        |
| ---- | ---------------------- | ------ | ------------ | ------------------------------- |
| 2008 | Pirate of the Lost Sea | Yathip | Support Role |                                 |
| 2016 | The Greatest Love      | Jane   | Short Film   | Lanlalin Tejasa Weckx           |
| 2019 | Necromancer 2          | Now    | [ 3 ]        | Prin Suparat, Chicha Amatayakul |

### Phim truyền hình
| Năm  | Tựa                                                              | Vai                              | Đóng với                                     | Đài           |
| ---- | ---------------------------------------------------------------- | -------------------------------- | -------------------------------------------- | ------------- |
| 2010 | Sin Chronicle Methawi                                            |                                  |                                              | Channel 3     |
| 2013 | Club Friday The Series 2                                         | Chaaim (Aim)                     |                                              | Green Channel |
| 2013 | Pooh Dee E Sarn                                                  | Teangeon                         | Thana Chatborirak                            | Channel 3     |
| 2014 | Suey Rai Sai Lub                                                 | Puk                              | Alexander Rendell                            | Channel 3     |
| 2014 | Pope Rak Hai thế giới, một tình yêu                              | Nubdao Siriphotha                | Nat Thephussadin Na Ayutthaya                | Channel 3     |
| 2015 | Fai Lang Fai Ngọn lửa tình yêu                                   | Sirintaan Dechalertrat / Lookyee | Gosin Ratchakrome                            | Channel 3     |
| 2016 | Pee Roon Pram Ruk Cơn mưa tình yêu                               | Janis Hui                        | Chokchai Boonworametee                       | Channel 3     |
| 2016 | Duang Jai Pisu                                                   | Ladamanee                        | Premmanat Suwannanon                         | Channel 3     |
| 2017 | The Cupids Series: Kammathep Sorn Kol Kế Hoạch Cưa Cẩm Của Milin | Rarin                            |                                              | Channel 3     |
| 2017 | Duen Pradab Dao                                                  | Jitjarung Charatjangjang / Jiak  |                                              | Channel 3     |
| 2018 | Kom Faek Hành trình đi tìm tình yêu và công lý                   | DokMai                           |                                              | Channel 3     |
| 2018 | Sanae Rak Nang Cin Sức hút nàng lọ lem                           | Vicky                            |                                              | Channel 3     |
| 2018 | The Crown Princess Duyên trời định (phim Thái Lan)               | Mutmee                           |                                              | Channel 3     |
| 2018 | Game Sanaeha Trò chơi tình ái                                    | Penpannee / Penny                | Sattaphong Phiangphor & Premmanat Suwannanon | Channel 3     |
| 2018 | My Hero Series: Sen Son Kol Ruk Đường kẻ rẽ tình                 | Ticha                            |                                              | Channel 3     |
| 2018 | Duang Jai Nai Fai Nhao Trái tim trong lửa lạnh                   | Jinda Phatthayothin              | Inpitar Ronnakiat                            | Channel 3     |
| 2019 | Krong Kram Lồng nghiệp chướng                                    | Pilai                            | Chanatip Phothongka & Danai Jarujinda        | Channel 3     |
| 2019 | Lub Luang Jai Bí mật lừa dối                                     | Vee                              |                                              | Channel 3     |
| 2020 | Ok Keub Hak Ab Ruk Khun Samee Yêu thầm anh xã                    | Kawfang                          |                                              | Channel 3     |
| 2020 | Payakorn Sorn Ruk Tiên tri ẩn giấu tình yêu                      | Rinradi                          |                                              | Channel 3     |
| 2020 | Watsana Rak                                                      | Phansa Khanthong / "Sa"          |                                              | Channel 3     |
| 2021 | Mia Jum Pen Cô vợ bắt buộc / Vòng xoáy tình yêu                  | Yardfah Akkaramontri             | Warit Sirisantana & Rinrada Kaewbuasai       | Channel 3     |
| 2021 | Karat Ruk Hạnh phúc của Carat                                    | Venice                           |                                              | Channel 3     |
| 2022 | Pom Sanaeha Nút Thắt Ái Tình                                     | Pimpaka                          | Jaron Sorat                                  | Channel 3     |
|      | Sapai Sai Strong                                                 |                                  |                                              | Channel 3     |
|      | Tee Soot Kaung Hua Jai                                           |                                  |                                              | Channel 3     |

### MV
- เรื่องจริงเรื่องสุดท้าย  / Reuang Jing Reuang Soot Tai (The Truth is the last problem) Jaruwat Cheawaram (đóng với Thanawat Wattanaputi)
- พรุ่งนี้ยังมีเหมือนเดิม (Tomorrow) Knomjean feat.WAii
- พูดไม่ค่อยถูก (I don't speak very well) ABnormal
- เก็บซ่อน / Gep Saun - Worakarn Rojjanawat (đóng với Chanatip Phothongka)
- สัมผัส / Sumput - Worakarn Rojjanawat (đóng với Chanatip Phothongka)

## Giải thưởng và đề cử
| Năm  | Giải                                                   | Hạng mục                             | Đề cử        | Kết quả   | Nguồn         |
| ---- | ------------------------------------------------------ | ------------------------------------ | ------------ | --------- | ------------- |
| 2015 | Sisanbantheing Award 2015                              | Female Star Branch of the Year 2015  | Fai Lang Fai | Đoạt giải | [ 4 ]         |
| 2019 | 4th Nakorn Award                                       | Best Female Actress of the Year      | Krong Kam    | Đoạt giải | [ 5 ]         |
| 2019 | TV Gold Awards                                         | Best Supporting Actress              | Krong Kam    | Đề cử     | [ 6 ]         |
| 2019 | World SDGs Award 2019 / The Best World SDGs Award 2019 | Best Supporting Actress              | Krong Kam    | Đoạt giải | [ 7 ]         |
| 2019 | 2nd Asian Academy Creative Awards                      | Best Supporting Actress              | Krong Kam    | Đề cử     | [ 8 ]         |
| 2019 | Sisanbantheing Award 2019                              | Special trick of the year            | Krong Kam    | Đoạt giải | [ 9 ]         |
| 2020 | 16th Kom Chad Luek Award                               | Best Supporting Actress (Television) | Krong Kam    | Đoạt giải | [ 10 ]        |
| 2020 | 11th Nataraj Awards                                    | Best Supporting Actress              | Krong Kam    | Đoạt giải | [ 11 ] [ 12 ] |